# Tomba di Nerone
Pour les articles homonymes, voir Tomba et Nerone.

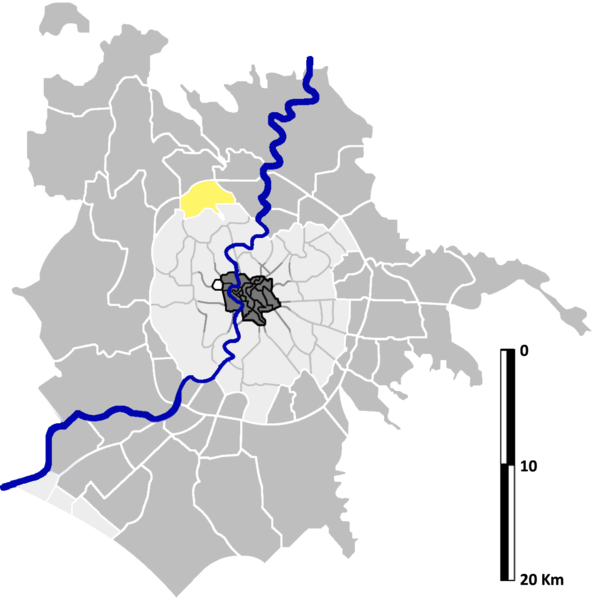
Localisation de Tomba di Nerone sur la carte administrative de Rome.

Tomba di Nerone est une zone de Rome (zona di Roma) située au nord-ouest de Rome en Italie. Désignée dans la nomenclature administrative comme la zone 53 (Z.LIII), elle fait partie du Municipio XV. En 2009, sa population était estimée à 35 549 habitants répartis sur une superficie de 9,58 km2.

## Géographie
Elle forme également une « zone urbanistique » désigné par le code 20.c, qui compte en 2010 : 33 548 habitants.

## Patrimoine et monuments

### Monument de Marianus («la tombe de Néron»)
La zone tient son nom d'un monument sépulcral construit le long de l'ancienne Via Cassia dans la seconde moitié du IIIe siècle, considéré à tort comme le tombeau de Néron en raison d'une croyance populaire née au Moyen Âge. Ce monument, en réalité, est le sarcophage de Publius Vibius Marianus, proconsul et doyen de Sardaigne et préfet de la Legio II Italica, et de son épouse Regina Maxima.
Cette croyance est née au XIIe siècle, lorsque des rumeurs populaires ont supposé que les restes de l'empereur avaient été déplacés dans cette tombe, à la suite de la destruction du mausolée qui les contenait, sur la piazza del Popolo.
L'épitaphe du proconsul Marianus est :
D M S

P VIBI P F MARIANI E M V PROC

ET PRAESIDI PROV SARDINIAE P P BIS

TRIB COHH X PR XI VRB IIII VIG PRAEF LEG

II ITAL P P LEG III GALL [...] FRVMENT

ORIVNDO EX ITAL IVL DERTONA

PATRI DVLCISSIMO

ET REGINIAE MAXIME MATRI

KARISSIMAE

VIBIA MARIA MAXIMA C F FIL ET HER

Tombeau de Marianus
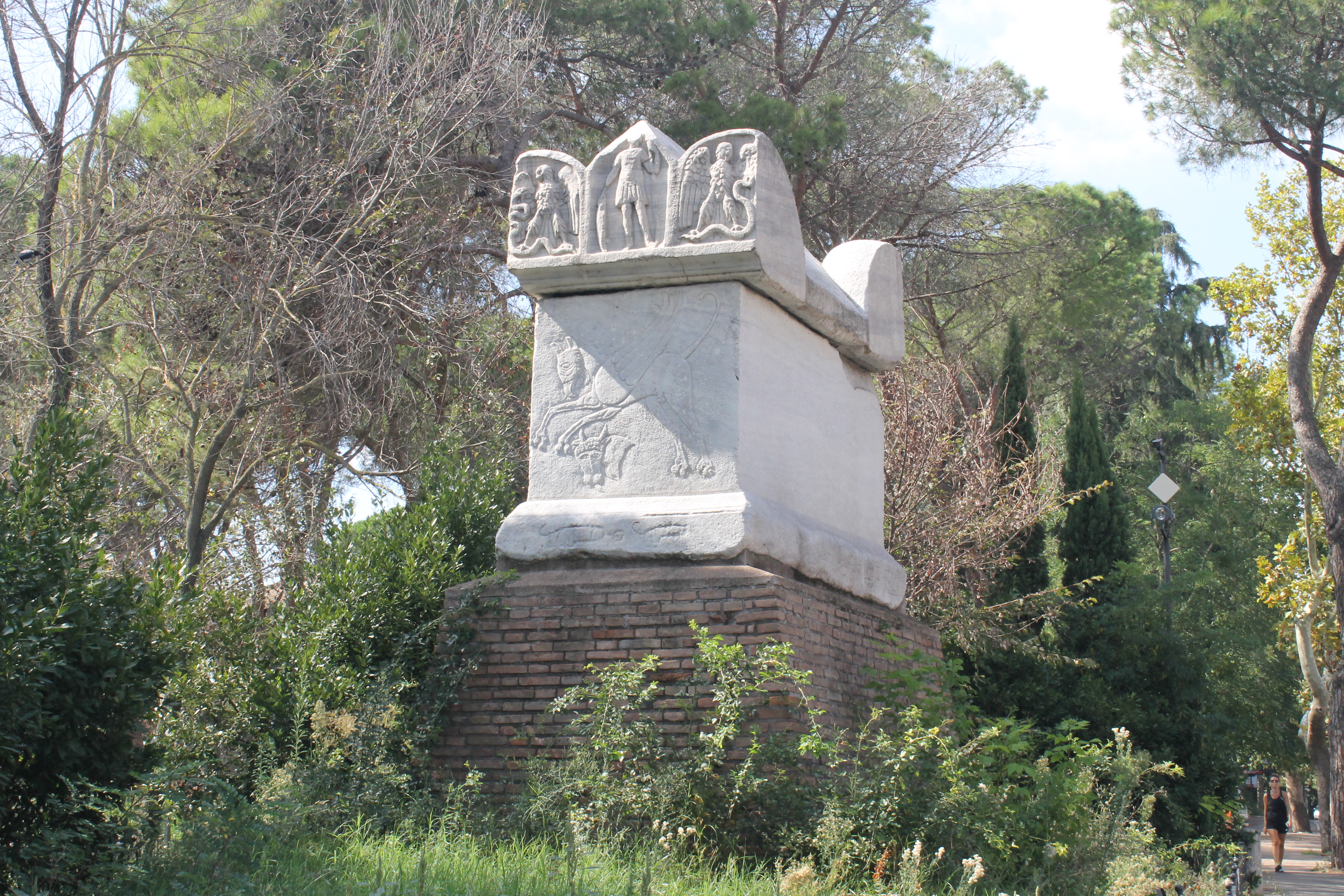
Vue d'ensemble de la tombe
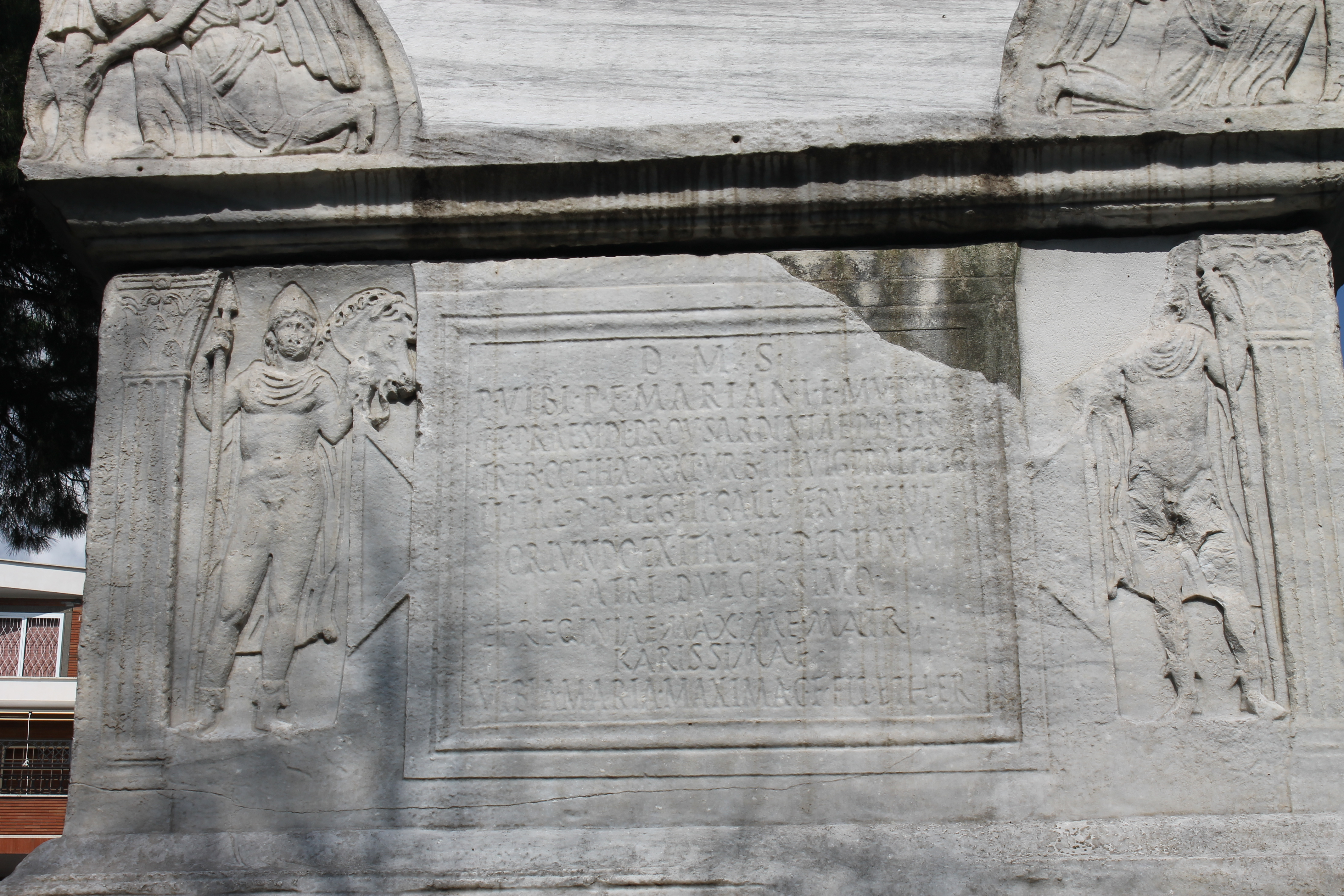
Épitaphe du proconsul Marianus
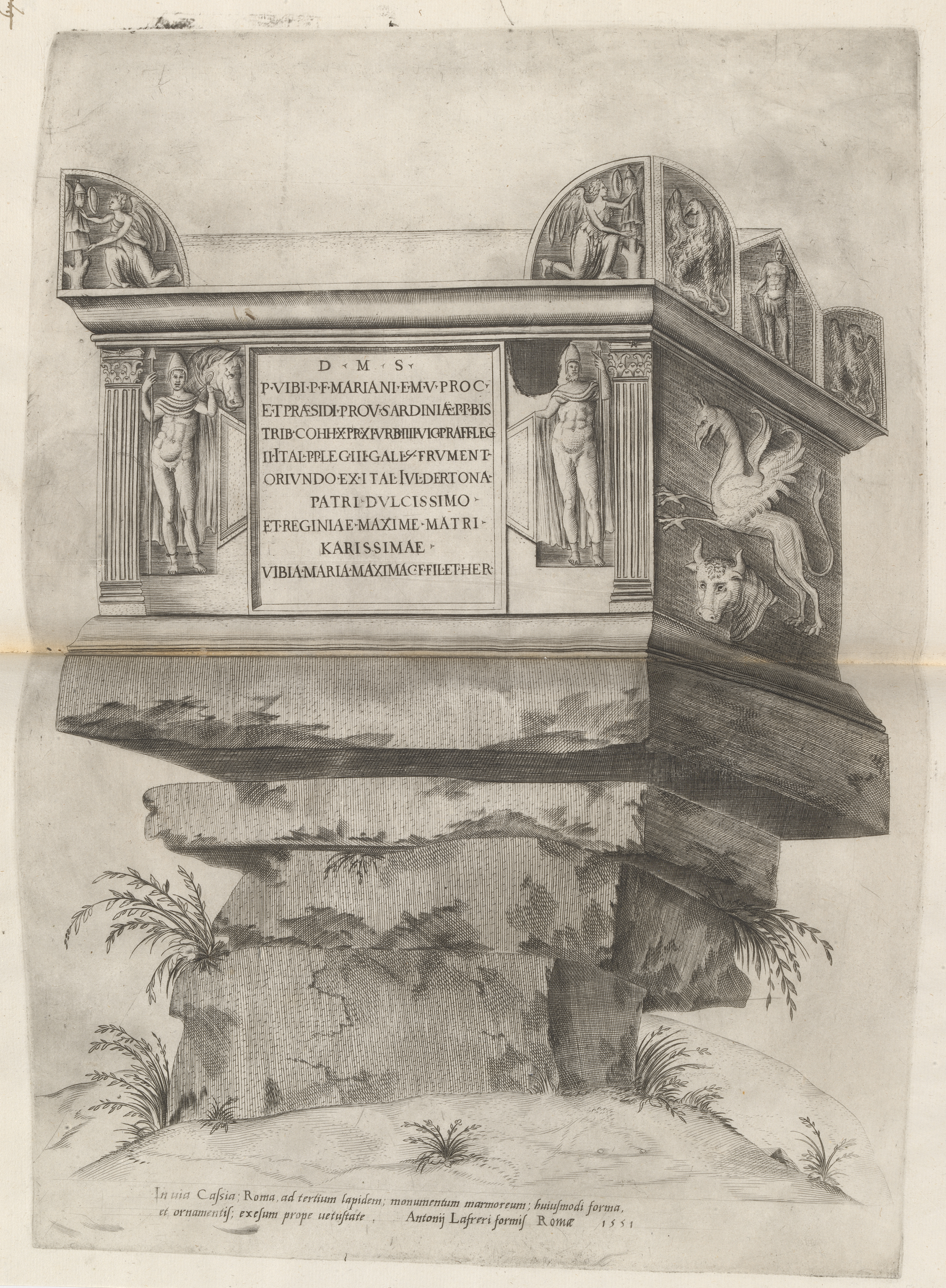
Gravure du XVIe siècle

### Édifices religieux
- Église Sant'Andrea apostolo (1941)
- Église San Filippo apostolo (1962)
- Église San Bartolomeo apostolo (1964)
- Église Nostra Signora di Fatima (1975)
- Église San Giuliano martire
- Église Sant'Andrea Avellino